# Joachim Piegsa
Joachim Piegsa MSF (* 30. September 1930 in Vosswalde, Oberschlesien; † 20. Februar 2015 in Ludwigshafen am Rhein) war ein deutscher Ordenspriester und Moraltheologe.

## Leben
Joachim Piegsa trat der Ordensgemeinschaft der Missionare von der Heiligen Familie bei und empfing 1955 die Priesterweihe. Von 1956 bis 1959 studierte er an der Katholischen Universität Lublin Moraltheologie. 1962 wurde er in Lublin zum Dr. theol. promoviert; anschließend leitete er das Priesterseminar seines Ordens in Bablin.
1968 ging er nach Mainz, wo er sich an der Johannes Gutenberg-Universität in Moraltheologie habilitierte. 1977 erhielt er den Ruf auf den Lehrstuhl für Moraltheologie an der Universität Augsburg. 1998 wurde er emeritiert, war aber weiter an der Universität tätig und lehrte außerdem an der Gustav-Siewerth-Akademie in Weilheim-Bierbronnen.
Er gehörte zusammen mit Hermann Lais der Theologischen Kommission an, die im Rahmen des bischöflichen Erhebungsverfahrens zur Seligsprechung von Johann Evangelist Wagner initiiert wurde.

## Schriften (Auswahl)
- als Hrsg. mit H. Zeitmentz (Hrsg.): Person im Kontext der Sittlichkeit. Beiträge zur Moraltheologie (Festschrift zum 60. Geburtstag von Josef Georg Ziegler). 1979.
- Der Mensch – Das moralische Lebewesen. 3 Bände. EOS Verlag, St. Ottilien 1996–1998.

1. Fundamentale Fragen der Moraltheologie. 1996, ISBN 3-88096-141-7.
2. Religiöse Grundlage der Moral, Glaube, Hoffnung. 1997, ISBN 3-88096-278-2.
3. Wahrheit und Treue. 1998, ISBN 3-88096-455-6.

- mit Michael Schmaus, Alois Grillmeier und Leo Scheffczyk: Handbuch der Dogmengeschichte. Das Ehesakrament. Herder, Freiburg im Breisgau. 2000, ISBN 3-451-00740-1.
- mit Josef Georg Ziegler und Clemens Breuer: Ehe als Sakrament, Familie als „Hauskirche“. Das christliche Verständnis von Ehe und Familie in den Herausforderungen unserer Zeit. EOS Verlag, St. Ottilien 2001, ISBN 3-8306-7066-4.